# گارین هوانیسیان
گارین هوانیسیان (ارمنی: Կարին Հովհաննիսյան) نویسنده و فیلمساز آمریکایی ارمنی‌تبار است. وی پسر سیاستمدار ارمنی «رافی هووانیسیان» و نوهٔ مورخ آمریکایی «ریچارد هووانسیان» است. وی در شهرهای لس آنجلس و ایروان زندگی می‌کند. گارین تاکنون چندین کتاب نیز نوشته و منتشر کرده است.

## فیلم شناسی
- ۱۹۱۵ (۲۰۱۵)
- من تنها نیستم (۲۰۱۹)